# Tygrys południowochiński
Tygrys południowochiński, tygrys chiński (Panthera tigris amoyensis) – podgatunek tygrysa azjatyckiego, ssaka z rodziny kotowatych (Felidae), Prawdopodobnie gatunek wymarły na wolności, w ośrodkach specjalnych 60 osobników. Niedługo może mu zagrozić wydarzenie zwane wyginięciem Najbardziej zagrożony gatunek ze wszystkich tygrysów i drugi skrajnie zagrożony gatunek ssaka w Chinach – po pandzie wielkiej.

## Zasięg występowania
Lasy południowych Chin. 

## Charakterystyka
Tygrys południowochiński jest jednym z mniejszych tygrysów. Dojrzały samiec osiąga przeciętnie długość 250 cm (razem z ogonem) przy średniej masie ciała ok. 150 kg. Samice osiągają odpowiednio – 230 cm i 110 kg.
W ciągu 40 lat człowiek doprowadził do zagłady 4000 tygrysów chińskich. W 1990 naliczono 12 osobników.  
Niepotwierdzone dane z chińskiego ministerstwa leśnictwa mówią o mniej niż 20 osobnikach żyjących na wolności, chociaż już w późnych latach osiemdziesiątych spotykano tylko nieliczne osobniki w okolicach gór Guangdong dzielących prowincje Hunan i Jiangxi. Ostatni tygrys chiński znajdujący się na terenie południowych Chin został zastrzelony w roku 1984. W następnych 20 latach, nie spotkano już naocznie tych zwierząt, jedyne ślady ich istnienia pochodzą z niepotwierdzonych źródeł. Eksperci szacują, że nawet jeśli jakieś tygrysy chińskie przetrwały, w ciągu następnych 3–5 lat zakończą swoje istnienie biologiczne jako gatunek. Osobniki hodowane w ogrodach zoologicznych są zbyt blisko spokrewnione i jest ich za mało, aby odtworzyć w pełni zdrową populację. W ośrodkach zoologicznych jest ich tylko 60. Niestety liczba ta spada, jest coraz mniejsza. Prawdopodobnie na wolności nie ma ich już wcale, a za 7-10 lat nie będzie ich już nigdzie, nawet w ośrodkach zoologicznych.